# Robert Malley
Robert Malley (Nueva York, 1963) es un abogado estadounidense, politólogo y especialista en resolución de conflictos. Fue el negociador principal del acuerdo nuclear de Irán de 2015 conocido como Plan de Acción Integral Conjunto (JCPOA).. Desde el enero de 2021 es el enviado especial de Estados Unidos a Irán, con la tarea de recuperar el acuerdo entre Estados Unidos e Irán abandonado por el presidente Trump. Anteriormente, Malley fue presidente y director ejecutivo de International Crisis Group, una organización sin fines de lucro de Washington D. C. comprometida con la prevención de guerras. Antes de ocupar ese puesto, se desempeñó en el Consejo de Seguridad Nacional durante la presidencia de Barack Obama desde febrero de 2014 hasta enero de 2017. En 2015, la administración Obama nombró a Robert Malley como su "hombre clave" en Oriente Medio, a la cabeza de la oficina de Oriente Medio del Consejo de Seguridad Nacional. En noviembre de 2015, Malley fue nombrado nuevo asesor especial de ISIS del presidente Obama.
Antes de negociar el histórico JCPOA, fue director de programas para Oriente Medio y África del Norte en el International Crisis Group y asistente de la asesora de seguridad nacional Sandy Berger (1996-1998) y director sobre democracia, derechos humanos y asuntos humanitarios en el Consejo de Seguridad Nacional (1994-1996).
Malley es considerado un experto en el conflicto palestino-israelí y ha escrito extensamente sobre este tema abogando por el acercamiento con Hamás y los Hermanos Musulmanes. Como asistente especial del presidente Clinton, fue miembro del equipo de paz de Estados Unidos y ayudó a organizar la Cumbre de Camp David de 2000.

## Biografía
Malley es hijo de Barbara Silverstein, una neoyorquina que trabajaba para la delegación de las Naciones Unidas del Frente de Liberación Nacional de Argelia y Simon Malley (1923-2006), un periodista nacido en El Cairo en el seno de una modesta familia siria. Simon Malley fue un periodista francófono defensor de los movimientos independentistas del Tercer Mundo. Fue corresponsal del periódico  Al Gomhuria. Pasó un tiempo en Nueva York, escribiendo particularmente sobre movimientos nacionalistas y antiimperialismo en África, e hizo una contribución clave posicionando al FLN en el mapa mundial.
En 1969, Simon Malley trasladó a su familia, incluido su hijo Robert, a Francia, donde fundó la revista izquierdista Africasia (más tarde conocida como Afrique Asia ).
Los Malley permanecieron en Francia hasta 1980, cuando el entonces presidente francés Valéry Giscard d'Estaing expulsó brevemente a Simon Malley del país a Nueva York, debido a su hostilidad hacia el colonialismo occidental e Israel.
Robert Malley asistió a la Universidad de Yale y fue becario Rhodes en 1984 en Magdalen College, de la Universidad de Oxford, donde obtuvo un doctorado en filosofía política. Allí escribió su tesis doctoral sobre el tercermundismo y su declive. Malley continuó escribiendo sobre política exterior, incluido un extenso comentario sobre el conflicto israelí-palestino. Obtuvo un doctorado en derecho en la Facultad de Derecho de Harvard, donde conoció a su futura esposa, Caroline Brown. Otro compañero de estudios de la facultad de derecho fue Barack Obama. En 1991-1992, Malley fue secretario del juez de la Corte Suprema Byron White, mientras que Brown fue secretaria de la jueza de la Corte Suprema Sandra Day O'Connor.

### Trayectoria profesional
Después de su pasantía en la Corte Suprema, Malley se convirtió en miembro del Council on Foreign Relations, donde publicó The Call From Argeria: Third Worldism, Revolution, and the Turn to Islam, un libro que traza la evolución política de Argelia desde principios del siglo XX hasta el presente, explorando los fundamentos históricos e intelectuales de la crisis en Argelia. Su libro recibió elogios de la crítica, y Malley fue descrito como "excepcionalmente leído, creativo analizando conexiones e influencias, y dotado de un estilo de escritura elegante, aunque desencantado del mundo".

#### Administración Clinton
Malley se desempeñó en la administración Clinton como Director de Democracia, Derechos Humanos y Asuntos Humanitarios en el Consejo de Seguridad Nacional de 1994 a 1996. En ese puesto ayudó a coordinar la política de refugiados, los esfuerzos para promover la democracia y los derechos humanos en el exterior y la política de Estados Unidos hacia Cuba. De 1996 a 1998 fue Asistente Ejecutivo del Asesor de Seguridad Nacional Sandy Berger. En octubre de 1998, Malley fue nombrado asistente especial del presidente Clinton para asuntos árabe-israelíes, cargo que ocupó hasta el final de la administración en 2001

#### Grupo de crisis internacional
Después de su servicio en la administración, Malley fue Asesor de Políticas Senior para el Centro para la Paz y el Desarrollo Económico de Oriente Medio en Washington D. C. Más tarde trabajó como Director de Programas para Oriente Medio y África del Norte en el International Crisis Group en Washington D. C., dirigiendo analistas basados en Amán, El Cairo, Beirut, Tel Aviv y Bagdad. El equipo de Malley cubrió los acontecimientos desde Irán hasta Marruecos, con un fuerte enfoque en el conflicto árabe-israelí, la situación en Irak y los movimientos islamistas en toda la región. Malley también cubrió los acontecimientos en Estados Unidos que afectan la política con Oriente Medio.

#### Campaña y administración Obama
Según la campaña presidencial de Barack Obama en 2008, Malley ofreció consejos informales a la campaña en el pasado sin tener ningún papel formal en la misma. El 9 de mayo de 2008, la campaña rompió los lazos con Malley cuando el periódico The Times informó que Malley había estado en conversaciones con el grupo palestino Hamás, catalogado por el Departamento de Estado de los Estados Unidos como una organización terrorista. En respuesta, Malley le dijo a The Times que había estado en contacto regular con funcionarios de Hamás como parte de su trabajo con International Crisis Group. "Mi trabajo con International Crisis Group es reunirme con todo tipo de personas agradables y desagradables e informar sobre lo que dicen. Nunca he negado con quién me reuno; eso es lo que hago ", dijo Malley a NBC News, y agregó que informa al Departamento de Estado sobre sus reuniones de antemano y posteriormente.
El New York Times informó el 18 de febrero de 2014 que Malley se uniría a la administración Obama como consultor sobre la política del Golfo Pérsico en el puesto de director sénior del Consejo de Seguridad Nacional. El 6 de marzo, el Consejo de Seguridad Nacional anunció que Malley reemplazaría a Philip Gordon como Asistente Especial del Presidente y Coordinador de la Casa Blanca para Oriente Medio, África del Norte y la Región del Golfo, a partir del 6 de abril de 2015

#### Negociador líder del acuerdo con Irán
Malley fue el principal negociador estadounidense del Plan de Acción Integral Conjunto, firmado el 14 de julio de 2015, que limitó las actividades nucleares de Irán y aseguró inspecciones internacionales de sus instalaciones nucleares a cambio de levantar las sanciones económicas. Al describir los desafíos de la negociación, Malley escribió más tarde en The Atlantic: "La verdadera elección en 2015 fue entre lograr un acuerdo que limitara el tamaño del programa nuclear de Irán durante muchos años y garantizara inspecciones intrusivas para siempre, o no obtener una, lo que significa que no hay restricciones en todo junto con mucha menos verificación".
El 30 de noviembre de 2015, se informó que Malley se convertiría en el "Zar del ISIS" del Consejo de Seguridad Nacional

#### Retorno al International Crisis Group
Después de que Obama dejó la presidencia, Malley regresó al International Crisis Group, asumiendo la vicepresidencia de política. Más tarde fue nombrado presidente y director ejecutivo de la organización.

#### Enviado especial de Estados Unidos a Irán
El 28 de enero de 2021, el presidente Biden nombró a Malley enviado especial de Estados Unidos a Irán, con la tarea de tratar de aliviar las tensiones diplomáticas con este país y frenar su programa nuclear cumpliendo el pacto inicial que torpedeó Trump.

## Posiciones
Malley ha publicado varios artículos sobre la fallida Cumbre de Camp David de 2000 en la que participó como miembro del equipo negociador de Estados Unidos. Malley rechaza la opinión generalizada que echa toda la culpa del fracaso de la cumbre a Arafat y la delegación palestina. En su análisis, las principales razones fueron las tácticas del entonces primer ministro israelí Ehud Barak y el contenido de su propuesta, que hizo imposible que Arafat aceptara la oferta de Barak.
Malley sostiene que las negociaciones con los palestinos hoy deben incluir a Hamás porque la Organización de Liberación de Palestina (OLP) ya no se considera el único representante legítimo del pueblo palestino. Describe a la OLP como anticuada, gastada, que apenas funciona y, dado que no incluye la amplia corriente islamista principalmente representada por Hamás, de autoridad cuestionable. Malley está a favor de negociar con Hamás al menos con el propósito de un alto el fuego, citando a funcionarios de Hamás en Gaza que dejaron en claro que estaban preparados para tal acuerdo con Israel.
Apoya los esfuerzos para alcanzar un alto el fuego entre Israel y Hamás, que incluiría el fin inmediato de los lanzamientos de cohetes y el fuego de francotiradores palestinos y la congelación de los ataques militares israelíes en Gaza. Los argumentos de Malley se basan tanto en razones humanitarias como prácticas. Malley señala que el bloqueo impuesto por Israel a la Franja de Gaza no ha detenido los ataques con cohetes de Hamás en las ciudades israelíes cercanas y señala que el asedio ha provocado que millones de habitantes de Gaza sufran de falta de medicamentos, combustible, electricidad y otros productos básicos, así que el cese- al fuego evitaría "una enorme pérdida de vidas, una generación de habitantes de Gaza radicalizados y amargados, y otro proceso de paz en bancarrota".
Malley ha publicado muchos artículos en los que pide a los israelíes (y a la comunidad internacional) que lleven a Hamás a la mesa de negociaciones para asegurar un alto el fuego israelo-palestino y asegurar que cualquier acuerdo alcanzado con los palestinos sea respetado por los movimientos islamistas en La sociedad palestina también (ver la sección Vistas ).
Además, Malley pide a Israel, los palestinos, el Líbano, Siria y otros países árabes que reanuden las negociaciones en todas las vías basadas en la Iniciativa de Paz Árabe, que promete el pleno reconocimiento árabe y la normalización de las relaciones con Israel en el contexto de un acuerdo de paz integral. a cambio de una retirada de las fuerzas israelíes de los territorios ocupados a las fronteras de 1967, el reconocimiento de un estado palestino independiente con Jerusalén Este como su capital y una "solución justa" para los refugiados palestinos.
"Hoy, Malley todavía se destaca por sus llamamientos a entablar negociaciones con Siria e Irán y por encontrar 'algún tipo de acomodación' con Hamas", informó The Jewish Daily Forward en febrero de 2008.

## Libros publicados
- The Call from Algeria: Third Worldism, Revolution, and the Turn to Islam, Berkeley: University of California Press (1996), ISBN 978-0-520-20301-3

## Artículos publicados selección
- Robert Malley, The Gaza time bomb, The International Herald Tribune, 21 de enero de 2008
- Robert Malley & Hussein Agha, "Middle East Triangle", The Washington Post, 17 de enero de 2008
- Robert Malley & Hussein Agha, "The Road from Mecca", New York Review of Books, 10 de mayo de 2007
- Robert Malley, "Forget Pelosi. What About Syria?", The Los Angeles Times, 11 de abril de 2007
- Robert Malley & Henry Siegman, "The Hamas Factor" Archivado el 22 de julio de 2009 en Wayback Machine., The International Herald-Tribune, 27 de diciembre de 2006
- Robert Malley & Peter Harling, "Containing a Shiite symbol of hope", The Christian Science Monitor, 24 de octubre de 2006
- Robert Malley, "Mideast: Avoiding failure with Hamas", The International Herald-Tribune, 10 de abril de 2006
- Robert Malley & Gareth Evans, "How to Curb the Tension in Gaza", The Financial Times, 5 de julio de 2006
- Robert Malley & Peter Harling, "The enemy we hardly know", The Boston Globe, 19 de marzo de 2006
- Robert Malley, "Making the Best of Hamas' Victory", Common Ground News Service, 2 de marzo de 2006
- Robert Malley & Hussein Agha, "Hamas has arrived - but there are limits to its advance", The Guardian, 24 de enero de 2006
- Robert Malley & Hussein Agha, "A durable Middle East peace: Oslo didn't achieve it, nor has the Bush "road map." So what would satisfy both sides?",American Prospect, 1 de noviembre de 2003
- Robert Malley & Hussein Agha, "Camp David and After: An Exchange (A Reply to Ehud Barak)", New York Review of Books, 13 de junio de 2002
- Robert Malley, "Rebuilding a Damaged Palestine", The New York Times, 7 de mayo de 2002
- Robert Malley, "Playing into Sharon's Hands", The New York Times, 25 de enero de 2002
- Robert Malley & Hussein Agha, "Camp David: The Tragedy of Errors", New York Review of Books, 9 de agosto de 2001